# Balatonring
A Balatonring egy meghiúsult versenypálya-projekt Sávoly mellett, Budapesttől 180 km-re, közel a Balatonhoz. A Balatonring adott volna otthont a MotoGP magyar nagydíjaknak.

## Története
A pálya alapkövét 2008 szeptemberében tették le. Az első futamot 2009. szeptember 20-ára tervezték, ám az engedélyek nehézkes beszerzése miatt a beruházás csúszott. A harmadik (az első két nagydíjat a 90-es évek elején rendezték a Hungaroringen) magyar nagydíjat 2010 májusára ígérték, ám a Magyar Fejlesztési Bank nem hagyta jóvá a kölcsönt. A pályát a 30%-ban a Magyar Turizmus Zrt. tulajdonában lévő Balatonring Zrt., 70%-ban a spanyol Worldwide Circuit Management (WCM) üzemeltette volna. Jelentős állami támogatások is segítették volna az építést, ám a megvalósíthatósági tanulmányt titkosították. Értesülések szerint Sávoly akkori polgármestere, Bobek József, Ujhelyi István korábbi államtitkár, és a Balaton Fejlesztési Tanács volt elnöke, Suchman Tamás lobbizott leginkább a projektért.
A pálya építésének költsége 80 millió euró lett volna, melynek nagy részét a Talmácsi Gábor volt csapatát is szponzoráló Sedesa Investment Group állta volna.
A pálya 4232 m hosszú lett volna, nyomvonalának kialakításában részt vett Talmácsi Gábor és Valentino Rossi is.
A projekt végül csődbe ment, miután a Sedesa otthon korrupciós ügyekbe keveredett és kipattant a 2008-as gazdasági világválság, ezért végrehajtás alá került, majd a telket 2012. október 13-án aukcióra bocsátották 1,5 milliárd forintos kikiáltási áron, miközben a telken 3,5 milliárd forint terhelés volt, de senki nem vette meg, így az továbbra is a bedőlt projekt cége és a telek tulaja, a Sávolyi Motorcentrum Fejlesztő Kft.-nél maradt. Ezt 2015-ben megszűntnek nyilvánította a bíróság, majd felszámolást kezdeményezett vele szemben, hogy kárpótolni lehessen azokat, akik követeléseket nyújtottak be, mint a NAV, vagy a projektmenedzseléssel egykor megbízott Grupo Milton Management Zrt. felszámolója, de Marcali jegyzője is 307 millió forint követeléssel élt. A helyiek is csalódottságuknak adtak hangot, amiért az ígéretes projekt elmaradása miatt nem valósultak meg a versenypályával remélt fejlesztések és munkalehetőségek. Időközben a letett alapkövet is ellopták a félkész pályáról.
Miután 2020-ban felmerült, hogy a harmadik Orbán-kormány is MotoGP pályát építene Hajdúnánáson, ismét terítékre került a felhagyott balatoni pálya kérdése, mivel a kritikus vélemények szerint egyszerűbb és olcsóbb lenne azt befejezni, mint máshol újat építeni. Móring József helyi kormánypárti képviselő szerint erre azért nincs lehetőség, mert a pálya mérete és kialakítása időközben elavultá vált, a befejezését pedig az emiatti többletköltségek és a megváltozott jogi környezet is akadályozná. Steinmetz Ádám jobbikos képviselő vitatta ezt, szerinte Móring érvei nem állják meg a helyüket: mint mondta a hajdúnánási pályára elkülönített 65 milliárd forint feléből be lehetne fejezni a sávolyi pályát, a Balaton és az M7-es autópálya közelsége pedig biztosítaná a turisztikai és logisztikai feltételeket. Azt a Móring féle állítást is cáfolta, hogy a pálya természetvédelmi területen lenne, ahogy az elavultságra vonatkozó indokokat is. Steinmetz hozzátette, hogy Móringnak helyi képviselőként éppen hogy a sávolyi pályát kellene támogatnia a helyi gazdasági érdekek miatt, akinek szerinte más ügyekben is „döbbenetes az alulinformáltsága”.
2023 májusában ismét meghírdették eladásra a félkész pályát és az ahhoz tartozó területet, immár 470 millió forintért az ingatlanon lévő több mint 600 milliós különböző terheléssel együtt, azonban Jaczó Dániel, a Sávoly Termálcentrum Kft. jogi képviselője jelezte, hogy kérésükre a Fővárosi Törvényszék a pályázat felfüggesztéséről rendelkezett, miután a kft., mint első ranghelyi hitelező túl alacsonynak ítélte meg a vételárat a 200 hektáros területhez képest, ezért nem járulnak hozzá az áron aluli értékesítéshez.
2024 szeptemberére a terület tulajdonjoga 664,3 millió forintért a legnagyobb hitelezőé, a Sávolyi Termálcentrum Kft.-é lett, ezzel befejeződött a Sávoly Motorcentrum Fejlesztő Kft. hét éve húzódó felszámolása, miután a bíróság elrendelte a cég törlését is. A korábbi és a mostani cég is spanyol tulajdonú, ezzel a terület továbbra is spanyol érdekeltségben maradt.